# David Ospina
David Ospina Ramírez (Itagüí, Antioquia, 31 de agosto de 1988) es un futbolista colombiano. Juega como guardameta en Atlético Nacional de la Categoría Primera A de Colombia. Es internacional absoluto con la selección de fútbol de Colombia, de la cual es su jugador con más presencias con un total de 129. Es el cuarto internacional con más vallas invictas del siglo XXI.

## Trayectoria

### Atlético Nacional

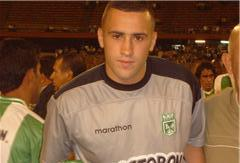
David Ospina en sus épocas con Atlético Nacional.

La carrera futbolística de David arrancó en el Atlético Nacional. En 2005 le fue ofrecido un contrato profesional por 3 años. A partir de su primera campaña como profesional ocupó su puesto en la primera plantilla, Y con solo 17 años fue campeón con el equipo en el Apertura 2005.
En el 2007, Ospina con 19 años fue una de las figuras del Nacional que fue bicampeón del fútbol colombiano (Apertura 2007 y Finalización 2007). Para el año 2008 ya suscitaba el interés de clubes europeos por su gran desempeño, y finalmente se daría su traspaso al fútbol europeo fichando por el Niza de Francia. Ospina terminaría con 97 partidos jugados en el equipo colombiano, al final fue vendido al Niza francés por una cifra de 2 millones de euros.

### OGC Niza

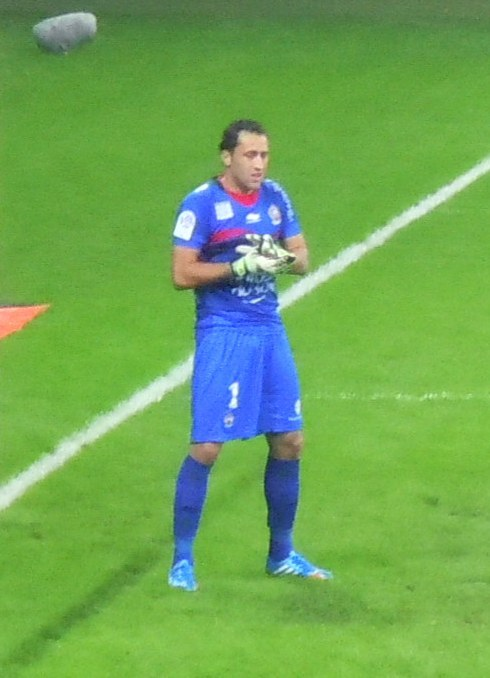
David Ospina jugando con OGC Niza.

En junio él fue el mejor contrato con el Niza de la liga francesa por un término de cuatro años, hasta 2012. a la edad de 19 años por una suma alrededor de 2 millones de €, debido a su buen trabajo, su contrato fue renovado hasta 2013.
Sin embargo, Ospina se desempeñó como un sustituto de Lionel Letizi durante los primeros meses de su carrera, antes de irrumpir en el primer equipo. Frederic Antonetti, el gerente de Niza que trajo a Ospina al club, dijo: "Tiene todo lo necesario para ser un mejor guardameta, es bueno en el aire y también en el suelo, tiene ese algo extra para ser un campeón".
A mediados de la temporada 2012/13, volvió a renovar su contrato por 2 años con el Niza a pesar de las ofertas que recibió de las ligas de Inglaterra, Italia y España.
Ospina jugaría un total de 199 encuentros con el equipo francés, para luego ser fichado por el Arsenal de la Premier League. Después de las actuaciones de la Copa Mundial de Ospina y sus rechazos de una extensión de su contrato, que estaba vinculado a muchos equipos europeos, entre ellos fuertemente vinculado al Atlético de Madrid.

### Arsenal F.C.

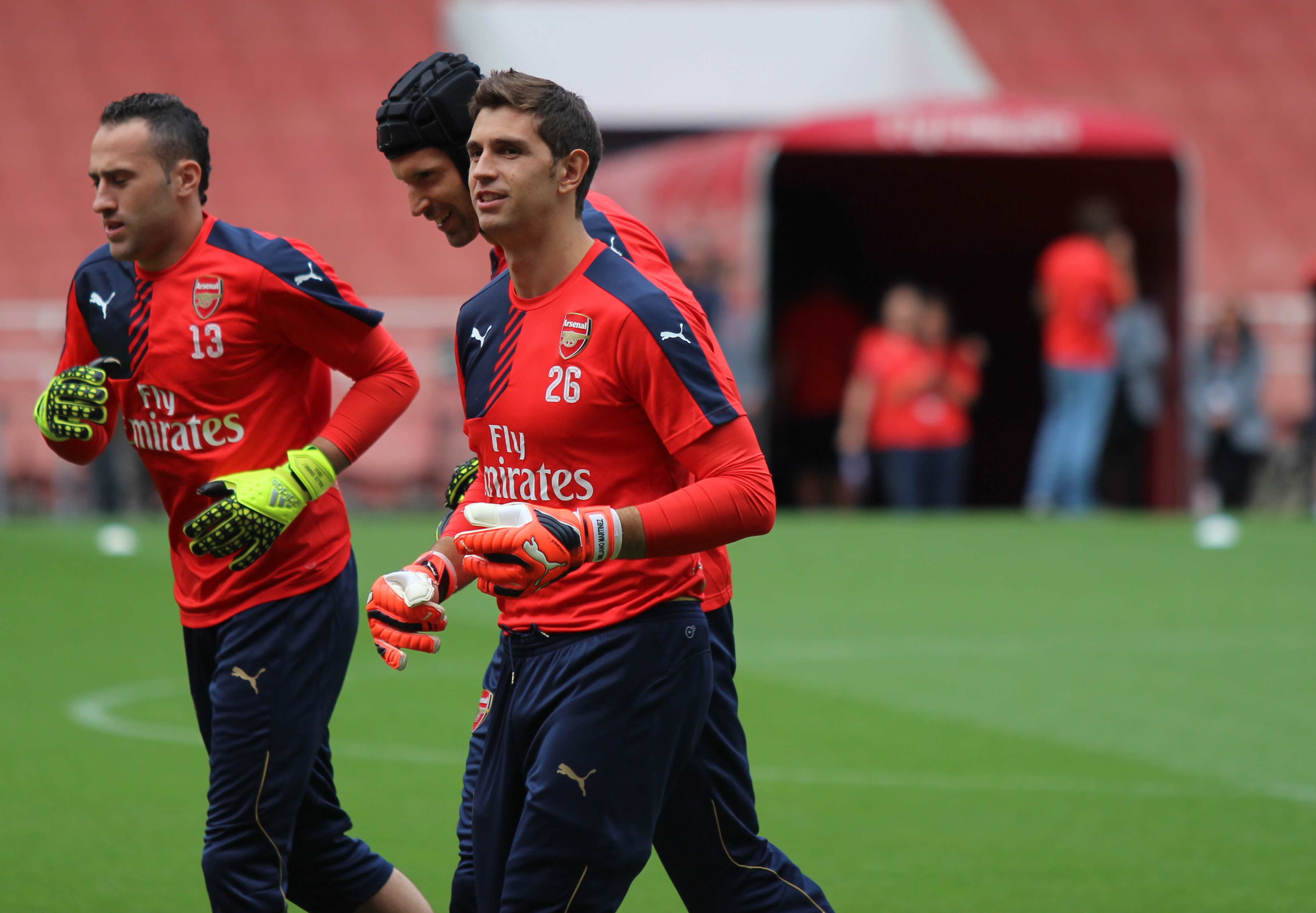
David Ospina entrenando junto a sus compañeros de equipo Petr Čech y Emiliano Martínez.

El 27 de julio de 2014 se hace oficial la llegada al Arsenal por una cifra cercana a los 4 millones de euros, el jugador firma por 5 temporadas con el conjunto inglés. Ospina llamó la atención de Arsene Wenger gracias a sus grandes actuaciones en la selección colombiana. Gracias a sus fantásticas actuaciones, consiguió la titularidad en el equipo Gunner.
Arsenal reveló que Ospina vestiría la camiseta n.º 13 para el club, usada por Emiliano Viviano. El 23 de septiembre de 2014, Ospina hizo su debut con el Arsenal en el partido de Copa de la Liga contra el Southampton, con una derrota 1-2 en casa. Él hizo su segunda aparición en el Arsenal el 1 de octubre en su partido de la fase de grupos de la Liga de Campeones en casa ante el Galatasaray, en sustitución de Alexis Sánchez después de que Wojciech Szczęsny había sido expulsado por una falta sobre Burak Yilmaz. Ospina reconoció el penal aunque fue gol pero el Arsenal ganó 4-1, haciendo varias paradas de vital importancia en el proceso. En octubre, Ospina sufrió una lesión en el muslo que lo mantendría a cabo con eficacia para el resto del año, 3 meses. El 11 de enero de 2015, Ospina hizo su debut en la Premier League con partido completo y mantuvo su portería en cero.
Ospina aunque no empezó teniendo continuidad, en el 2015 asumió la titularidad de la Premier League y la Champions League donde llegó con su equipo hasta octavos de final quedando eliminado por el Mónaco, en doce partidos de Liga ha ganado once recibiendo solo ocho goles y en seis partidos sacando su arco en cero. Es el jugador con mayor porcentajes en toda la historia de Premier League con un 91,7% equivalente a las once victorias en doce partidos.
Es suplente el 30 de mayo donde queda campeón de la FA Cup consiguiendo el segundo título con el Arsenal y terminando una excelente primera temporada con el club inglés.
El 2 de agosto se coronaria campeón de la Community Shield al ganarle por 1 a 0 al Chelsea FC, ganándola por segunda vez consecutiva a pesar de que esta vez no fue convocado.

Su debut en la temporada sería el 16 de septiembre por la primera fecha de la Champions League en la derrota 2-1 frente a Dinamo Zagreb como visitantes.
Jugaría en la temporada 12 partidos recibiendo 17 goles, en la cual la mayoría de partidos sería suplente del arquero Petr Čech.
Ospina hizo su primer partido para el Arsenal en la temporada 2016-17 en el primer partido de la fase de grupos de la Champions League, de visitantes frente al campeón francés París Saint-Germain, siendo la figura del partido en el que su equipo igual a un gol; Ospina fue elogiado por muchas salvadas que hizo para su equipo, sobre todo contra el delantero Edinson Cavani.

### S. S. C. Napoli
El 17 de agosto de 2018 es confirmado como nuevo jugador del S. S. C. Napoli de la Serie A de Italia cedido por un año con opción de compra. Debutó el 25 de agosto en la victoria por 3-2 frente al AC Milan. Jugó 24 encuentros con el equipo de Nápoles, y al término de la temporada luego de mucha incertidumbre sobre su futuro, ya que tenía que jugar 25 encuentros para validar la obligación de compra por parte del club italiano, el portero colombiano regresó al Arsenal.
Definitivamente, el 4 de julio de 2019 los gunners llegan a un acuerdo con el conjunto de Nápoles, haciendo efectiva la opción de compra de 3,5 millones de euros.
Debuta en la temporada 2019-20 el 22 de septiembre en la goleada 4 por 1 como visitantes ante el US Lecce.

### Al-Nassar F.C.
El día 11 de julio de 2022 se oficializó por medio de las redes sociales oficiales del equipo saudí Al-Nassr la vinculación del futbolista colombiano con el club de fútbol con vigencia de contrato hasta el 2024.

### Atlético Nacional
El día 15 de junio de 2024, mediante un video publicado en las redes sociales del equipo de fútbol profesional colombiano Atlético Nacional, se hizo conocer su llegada como uno de los refuerzos del club paisa para la 2024-II. Allí, desde su regreso, conquistó el tricampeonato de Colombia y está listo para disputar los octavos de final de la Copa Libertadores de América.

## Selección nacional
Antes de realizar su debut con la Selección Colombia en su categoría de mayores Ospina ya contaba con una extensa participación en las categorías menores Habiendo disputado los Juegos Bolivarianos de 2005, Juegos Centroamericanos y del Caribe 2006 con la selección sub-21. Y los Campeonatos Sudamericanos con las selecciones sub-15, sub-17 y sub-20 en 2004, 2005 y 2007 respectivamente.

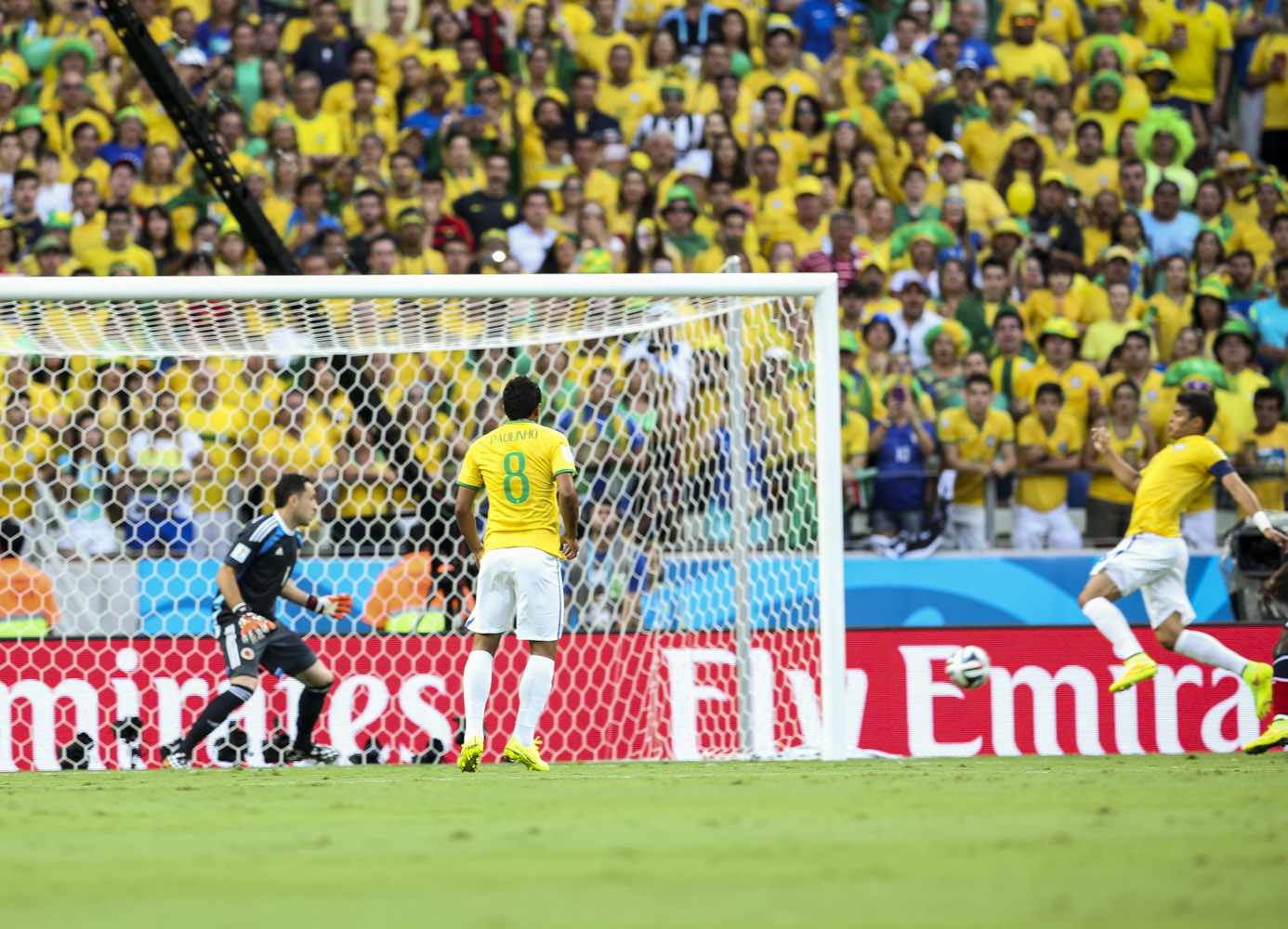
David Ospina en la Copa Mundial de fútbol de 2014.

Hizo parte de la nómina con la selección de fútbol de Colombia Sub-20 en la Copa Mundial de Fútbol Juvenil de 2005, de igual manera, ya ha recibido convocatorias para hacer parte de la selección de mayores. En esta, fue convocado para las Eliminatorias para la Copa Mundial de Sudáfrica 2010 como portero suplente de Agustín Julio, además se ha apoderado de la portería y se ha ganado la confianza de la afición colombiana, a pesar de su corta edad.
El 6 de junio de 2011 fue convocado por el técnico Hernán Darío Gómez para jugar en la Copa América 2011 que se realizó en Argentina. Sin embargo, en el entrenamiento del martes 28 de junio, sufrió un choque con el delantero Hugo Rodallega, que le ocasionó una fractura en el tabique nasal, por lo que estuvo incapacitado por 15 días. En su reemplazo fue convocado Nelson Fernando Ramos; por esta lesión no pudo jugar los partidos en la Copa América. En la decimosexta fecha de las eliminatorias al mundial del 2014 fue titular en la igualdad 3 a 3 frente a la selección chilena en el partido que confirmó la vuelta de la selección colombiana a una copa del mundo luego de 16 años.
Ospina fue convocado por José Pekerman para disputar las eliminatorias al Mundial de Brasil 2014, disputando los 16 partidos como titular y sería elegido como el Mejor Arquero de las eliminatorias, con solo 13 goles encajados tendría la valla menos vencida del proceso.

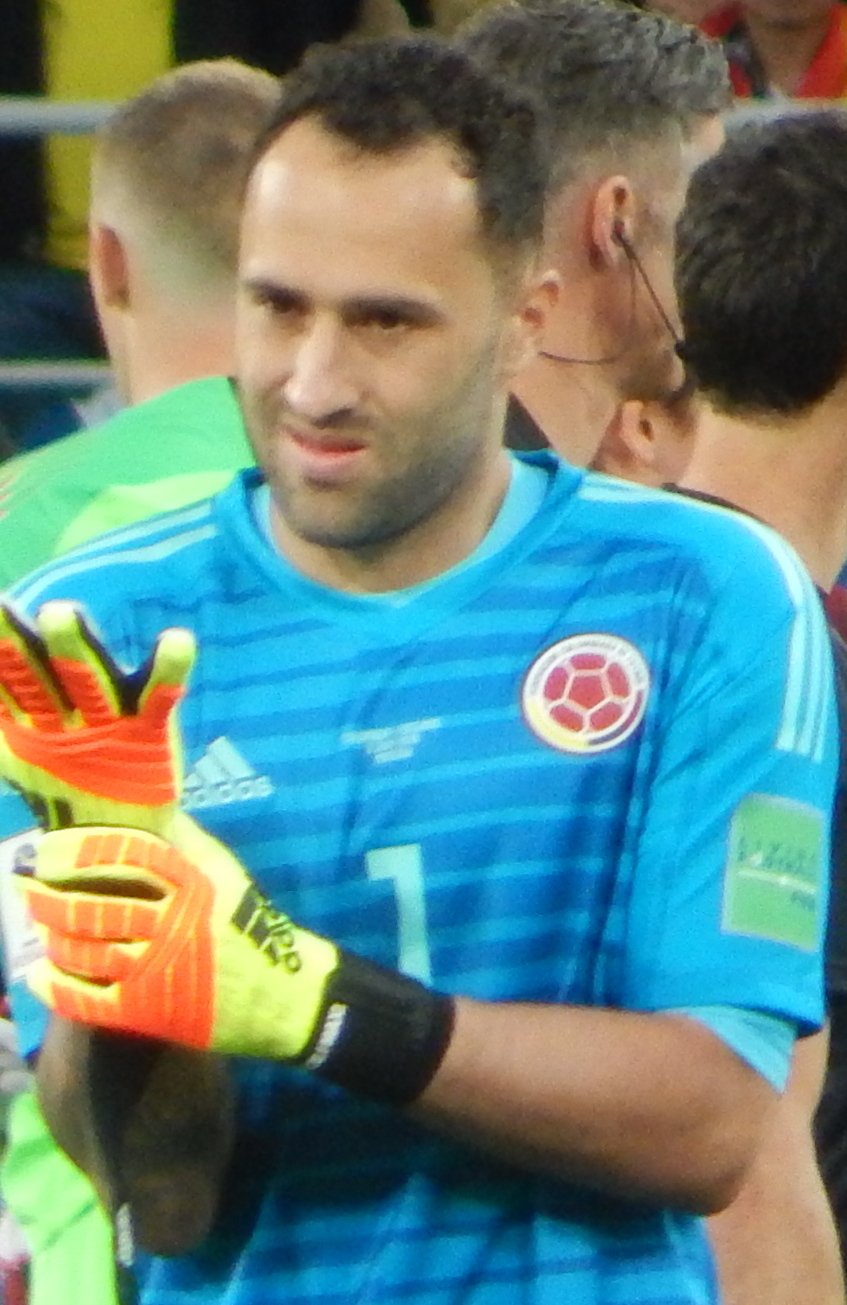
David Ospina en los penales en Rusia 2018.

El 13 de mayo de 2014 fue incluido por el entrenador José Pekerman en la lista preliminar de 30 jugadores con miras a la Copa Mundial de Fútbol de 2014. Finalmente, fue seleccionado en la nómina definitiva de 23 jugadores el 2 de junio.
David Ospina fue el arquero titular de Colombia en el Mundial de Brasil 2014 disputada en Brasil, en la que llegó a los cuartos de final, donde cayó derrotada por 2 a 1 frente a Brasil.
El 11 de mayo de 2015 fue seleccionado por José Pekerman en los 30 pre-convocados para disputar la Copa América 2015. Fue seleccionado en la nómina definitiva de 23 jugadores el 30 de mayo.
Jugó en la Copa América Centenario dónde fue titular en la mayoría de partidos menos en el dónde la selección se enfrentó a Costa Rica dónde Ospina permaneció suplente de Robinson Zapata finalmente Colombia cae ante Chile 2-0 en semifinales quedando al final en con el tercer puesto tras derrotar a Estados Unidos.
El 14 de mayo de 2018 fue incluido por el entrenador José Pekerman en la lista preliminar de 35 jugadores para disputar el Mundial de Rusia 2018. Finalmente quedaría en la lista de 23, siendo titular en los cuatro partidos que jugó con la selección de Colombia siendo figura en varios de ellos, quedarían eliminados en los octavos de final en la tanda de penaltis contra Inglaterra, Ospina tapando uno de los tiros.
El 30 de mayo de 2019 queda seleccionado en la lista final de 23 jugadores que disputaran la Copa América 2019 en Brasil. El 6 de septiembre de ese mismo año llega a su partido número 100 vistiendo la tricolor en el empate a dos goles frente a Brasil en Miami.
El 3 de julio de 2021 se convierte en el futbolista que más partidos jugó con la Selección Colombiana, al superar los 111 partidos de Carlos Valderrama.
El 11 de julio de 2024, quedándose con 1 menos tras la expulsión de Daniel Muñoz y con un gol de Jefferson Lerma, consigue vencer a Uruguay, con lo que de esta forma  la selección  consigue alcanzar la final de Copa América enfrentándose a Argentina 23 años después, y logrando asimismo superar el invicto de 27 victorias obtenido entre 1992 y 1994

### Participaciones enEliminatorias al Mundial
| Eliminatoria                               | Sede del Mundial                | Posición               | Resultado   | PJ                                | GR  | VI |
| ------------------------------------------ | ------------------------------- | ---------------------- | ----------- | --------------------------------- | --- | -- |
| Eliminatorias Mundial de Sudáfrica 2010    | Sudáfrica                       | 7°lugar 23pts          | Eliminado   | 6                                 | -7  | 3  |
| Eliminatorias Mundial de Brasil 2014       | Brasil                          | 2°lugar 30pts          | Clasificado | 16                                | -13 | 7  |
| Eliminatorias Mundial de Rusia 2018        | Rusia                           | 4°lugar 27pts          | Clasificado | 18                                | -19 | 7  |
| Eliminatorias Mundial de Catar 2022        | Catar                           | 6°lugar 23pts          | Eliminado   | 14                                | -10 | 7  |
| Eliminatorias Mundial de Norteamérica 2026 | Estados Unidos, México y Canadá | 6°lugar 22pts          | En disputa  | 0 (6 convocatorias como suplente) | 0   | 0  |
| Total en Eliminatorias                     | Total en Eliminatorias          | Total en Eliminatorias | 2/4         | 54                                | -49 | 24 |

### Participaciones enCopas del Mundo
| Mundial                  | Sede                     | Resultado                | PJ                           | GR | VI |
| ------------------------ | ------------------------ | ------------------------ | ---------------------------- | -- | -- |
| Copa Mundial Sub-20 2005 | Países Bajos             | Octavos de final         | 0 (4 partidos como suplente) | 0  | 0  |
| Mundial de Brasil 2014   | Brasil                   | Cuartos de final         | 5                            | -4 | 2  |
| Mundial de Rusia 2018    | Rusia                    | Octavos de final         | 4                            | -3 | 2  |
| Total en Copas del Mundo | Total en Copas del Mundo | Total en Copas del Mundo | 9                            | -7 | 4  |

### Participaciones enCopas América
| Copa                    | Sede                   | Resultado              | PJ                           | GR | VI |
| ----------------------- | ---------------------- | ---------------------- | ---------------------------- | -- | -- |
| Copa América 2015       | Chile                  | Cuartos de final       | 4                            | -1 | 3  |
| Copa América Centenario | Estados Unidos         | Tercer lugar           | 5                            | -3 | 3  |
| Copa América 2019       | Brasil                 | Cuartos de final       | 3                            | 0  | 3  |
| Copa América 2021       | Brasil                 | Tercer lugar           | 6                            | -5 | 3  |
| Copa América 2024       | Estados Unidos         | Subcampeón             | 0 (6 partidos como suplente) | 0  | 0  |
| Total en Copas América  | Total en Copas América | Total en Copas América | 18                           | -9 | 12 |

## Estadísticas

### Clubes
Actualizado al último partido disputado el 17 de junio de 2025.
| Atlético Nacional · Colombia | 1.ª           | 2005          | 2   | 0 | —  | — | 0  | 0 | 2   | 0 |
| Atlético Nacional · Colombia | 1.ª           | 2006          | 34  | 0 | —  | — | 1  | 0 | 35  | 0 |
| Atlético Nacional · Colombia | 1.ª           | 2007          | 47  | 0 | —  | — | 4  | 0 | 51  | 0 |
| Atlético Nacional · Colombia | 1.ª           | 2008          | 16  | 0 | 0  | 0 | 7  | 0 | 23  | 0 |
| Atlético Nacional · Colombia | 1.ª           | 2024          | 12  | 0 | 6  | 0 | —  | — | 18  | 0 |
| Atlético Nacional · Colombia | 1.ª           | 2025          | 14  | 0 | 1  | 0 | 5  | 0 | 20  | 0 |
| Atlético Nacional · Colombia | Total club    | Total club    | 125 | 0 | 7  | 0 | 17 | 0 | 149 | 0 |
| OGC Niza Francia | 1.ª           | 2008-09       | 25  | 0 | 2  | 0 | —  | — | 27  | 0 |
| OGC Niza Francia | 1.ª           | 2009-10       | 37  | 0 | 1  | 0 | —  | — | 38  | 0 |
| OGC Niza Francia | 1.ª           | 2010-11       | 35  | 0 | 1  | 0 | —  | — | 36  | 0 |
| OGC Niza Francia | 1.ª           | 2011-12       | 37  | 0 | 1  | 0 | —  | — | 38  | 0 |
| OGC Niza Francia | 1.ª           | 2012-13       | 26  | 0 | 2  | 0 | —  | — | 28  | 0 |
| OGC Niza Francia | 1.ª           | 2013-14       | 29  | 0 | 1  | 0 | 2  | 0 | 32  | 0 |
| OGC Niza Francia | Total club    | Total club    | 189 | 0 | 8  | 0 | 2  | 0 | 199 | 0 |
| Arsenal Inglaterra | 1.ª           | 2014-15       | 18  | 0 | 2  | 0 | 3  | 0 | 23  | 0 |
| Arsenal Inglaterra | 1.ª           | 2015-16       | 4   | 0 | 5  | 0 | 3  | 0 | 12  | 0 |
| Arsenal Inglaterra | 1.ª           | 2016-17       | 2   | 0 | 4  | 0 | 8  | 0 | 14  | 0 |
| Arsenal Inglaterra | 1.ª           | 2017-18       | 5   | 0 | 6  | 0 | 10 | 0 | 21  | 0 |
| Arsenal Inglaterra | Total club    | Total club    | 29  | 0 | 17 | 0 | 24 | 0 | 70  | 0 |
| Napoli · Italia | 1.ª           | 2018-19       | 17  | 0 | 1  | 0 | 6  | 0 | 24  | 0 |
| Napoli · Italia | 1.ª           | 2019-20       | 17  | 0 | 4  | 0 | 2  | 0 | 23  | 0 |
| Napoli · Italia | 1.ª           | 2020-21       | 16  | 0 | 4  | 0 | 3  | 0 | 23  | 0 |
| Napoli · Italia | 1.ª           | 2021-22       | 31  | 0 | 1  | 0 | 1  | 0 | 33  | 0 |
| Napoli · Italia | Total club    | Total club    | 81  | 0 | 10 | 0 | 12 | 0 | 103 | 0 |
| Al-Nassr Arabia Saudita | 1.ª           | 2022-23       | 13  | 0 | 1  | 0 | -  | - | 14  | 0 |
| Al-Nassr Arabia Saudita | 1.ª           | 2023-24       | 11  | 0 | 3  | 0 | 1  | 0 | 15  | 0 |
| Al-Nassr Arabia Saudita | Total club    | Total club    | 24  | 0 | 4  | 0 | 1  | 0 | 29  | 0 |
| Total carrera | Total carrera | Total carrera | 448 | 0 | 46 | 0 | 56 | 0 | 550 | 0 |
| (1)Incluye datos de la Copa de la Liga de Francia, Copa de la Liga de Inglaterra, Copa de Francia, FA Cup, Copa Italia, Copa del Rey de Campeones, Supercopa de Arabia Saudita, Copa Colombia y Superliga de Colombia. (2)Incluye datos de la Copa Libertadores, Copa Sudamericana, Liga Europea de la UEFA, Liga de Campeones de la UEFA y Liga de Campeones de la AFC. |               |               |     |   |    |   |    |   |     |   |

### Selección nacional
| Selección | Año               | Amistosos | Amistosos | Amistosos | América1) | América1) | América1) | Copa Mundial2) | Copa Mundial2) | Copa Mundial2) | Eliminatorias Mundialistas3) | Eliminatorias Mundialistas3) | Eliminatorias Mundialistas3) | Total | Total | Total |
| Selección | Año               | PJ        | GR        | Imb.      | PJ        | GR        | Imb.      | PJ             | GR             | Imb.           | PJ                           | GR                           | Imb.                         | PJ    | GR    | Imb.  |
| --- | ----------------- | --------- | --------- | --------- | --------- | --------- | --------- | -------------- | -------------- | -------------- | ---------------------------- | ---------------------------- | ---------------------------- | ----- | ----- | ----- |
| Colombia Sub-15 | 2004              | --        | --        | --        | --        | --        | --        | --             | --             | --             | 6                            | -1                           | 5                            | 6     | -1    | 5     |
| Colombia Sub-15 | Total             | 0         | 0         | 0         | 0         | 0         | 0         | 0              | 0              | 0              | 6                            | -1                           | 5                            | 6     | -1    | 5     |
| Colombia Sub-17 | 2005              | --        | --        | --        | --        | --        | --        | --             | --             | --             | 7                            | -8                           | 2                            | 7     | -8    | 2     |
| Colombia Sub-17 | Total             | 0         | 0         | 0         | 0         | 0         | 0         | 0              | 0              | 0              | 7                            | -8                           | 2                            | 7     | -8    | 2     |
| Colombia Sub-20 | 2005              | --        | --        | --        | --        | --        | --        | 0              | 0              | 0              | --                           | --                           | --                           | 0     | 0     | 0     |
| Colombia Sub-20 | 2007              | --        | --        | --        | --        | --        | --        | --             | --             | --             | 4                            | -6                           | 2                            | 4     | -6    | 2     |
| Colombia Sub-20 | Total             | 0         | 0         | 0         | 0         | 0         | 0         | 0              | 0              | 0              | 4                            | -6                           | 2                            | 4     | -6    | 2     |
| Colombia Sub-21 | 2005              | --        | --        | --        | 5         | -0        | 5         | --             | --             | --             | --                           | --                           | --                           | 5     | -0    | 5     |
| Colombia Sub-21 | 2006              | --        | --        | --        | 5         | -2        | 3         | --             | --             | --             | --                           | --                           | --                           | 5     | -2    | 3     |
| Colombia Sub-21 | Total             | 0         | 0         | 0         | 10        | -2        | 8         | 0              | 0              | 0              | 0                            | 0                            | 0                            | 10    | -2    | 8     |
| Colombia Mayores |                   |           |           |           |           |           |           |                |                |                |                              |                              |                              |       |       |       |
| 2007 | 1                 | -3        | 0         | --        | --        | --        | --        | --             | --             | --             | --                           | --                           | 1                            | -3    | 0     |       |
| 2008 | 1                 | 0         | 1         | --        | --        | --        | --        | --             | --             | --             | --                           | --                           | 1                            | 0     | 1     |       |
| 2009 | 2                 | -2        | 1         | --        | --        | --        | --        | --             | --             | 6              | -7                           | 3                            | 8                            | -9    | 4     |       |
| 2010 | 5                 | -4        | 2         | --        | --        | --        | --        | --             | --             | --             | --                           | --                           | 5                            | -4    | 2     |       |
| 2011 | 6                 | -3        | 4         | --        | --        | --        | --        | --             | --             | 3              | -4                           | 0                            | 9                            | -7    | 4     |       |
| 2012 | 3                 | -2        | 1         | --        | --        | --        | --        | --             | --             | 5              | -2                           | 3                            | 8                            | -4    | 4     |       |
| 2013 | 2                 | -1        | 1         | --        | --        | --        | --        | --             | --             | 8              | -7                           | 4                            | 10                           | -8    | 5     |       |
| 2014 | 3                 | -2        | 1         | --        | --        | --        | 5         | -4             | 2              | --             | --                           | --                           | 8                            | -6    | 3     |       |
| 2015 | 4                 | -2        | 2         | 4         | -1        | 3         | --        | --             | --             | 4              | -5                           | 1                            | 12                           | -8    | 6     |       |
| 2016 | 1                 | -1        | 0         | 5         | -3        | 3         | --        | --             | --             | 8              | -10                          | 3                            | 14                           | -14   | 6     |       |
| 2017 | 2                 | -2        | 1         | --        | --        | --        | --        | --             | --             | 6              | -4                           | 3                            | 8                            | -6    | 4     |       |
| 2018 | 7                 | -6        | 3         | --        | --        | --        | 4         | -3             | 2              | --             | --                           | --                           | 11                           | -9    | 5     |       |
| 2019 | 7                 | -2        | 6         | 3         | 0         | 3         | --        | --             | --             | --             | --                           | --                           | 10                           | -2    | 9     |       |
| 2020 | --                | --        | --        | --        | --        | --        | --        | --             | --             | 1              | -3                           | 0                            | 1                            | -3    | 0     |       |
| 2021 | --                | --        | --        | 6         | -5        | 3         | --        | --             | --             | 10             | -6                           | 5                            | 16                           | -11   | 8     |       |
| 2022 | 3                 | -3        | 0         | --        | --        | --        | --        | --             | --             | 3              | -1                           | 2                            | 6                            | -4    | 2     |       |
| 2023 | 1                 | -2        | 0         | --        | --        | --        | --        | --             | --             | --             | --                           | --                           | 1                            | -2    | 0     |       |
| 2024 | --                | --        | --        | --        | --        | --        | --        | --             | --             | --             | --                           | --                           | 0                            | 0     | 0     |       |
| Total | 48                | -35       | 23        | 18        | -9        | 12        | 9         | -7             | 2              | 54             | -49                          | 24                           | 129                          | -100  | 61    |       |
| Total en Colombia | Total en Colombia | 48        | -35       | 23        | 28        | -11       | 20        | 9              | -7             | 2              | 71                           | -64                          | 33                           | 156   | -117  | 78    |
| (1) Incluye los partidos de: Juegos Bolivarianos (2005)/Juegos Centroamericanos y del Caribe (2006)/Copa América (2015,2016,2019,2021) (2) Holanda 2005/Brasil 2014/Rusia 2018 (3) Campeonato Sudamericano Sub-15 (2004)/Campeonato Sudamericano Sub-17 (2005)/Campeonato Sudamericano Sub-20 (2007)/Eliminatorias Conmebol (2010,2014,2018,2022) |                   |           |           |           |           |           |           |                |                |                |                              |                              |                              |       |       |       |

## Palmarés

### Títulos nacionales
| Título                | Club              | País       | Año     |
| --------------------- | ----------------- | ---------- | ------- |
| Categoría Primera A   | Atlético Nacional | Colombia   | 2005-II |
| Categoría Primera A   | Atlético Nacional | Colombia   | 2007-I  |
| Categoría Primera A   | Atlético Nacional | Colombia   | 2007-II |
| Community Shield      | Arsenal F.C.      | Inglaterra | 2014    |
| FA Cup                | Arsenal F.C.      | Inglaterra | 2014-15 |
| Community Shield      | Arsenal F.C.      | Inglaterra | 2015    |
| FA Cup                | Arsenal F.C.      | Inglaterra | 2016-17 |
| Community Shield      | Arsenal F.C.      | Inglaterra | 2017    |
| Copa Italia           | S. S. C. Napoli   | Italia     | 2019-20 |
| Copa Colombia         | Atlético Nacional | Colombia   | 2024    |
| Categoría Primera A   | Atlético Nacional | Colombia   | 2024-II |
| Superliga de Colombia | Atlético Nacional | Colombia   | 2025    |

### Títulos internacionales
| Título                      | Equipo                    | Sede           | Año  |
| --------------------------- | ------------------------- | -------------- | ---- |
| en Juegos Bolivarianos      | Selección Colombia Sub-17 | Colombia       | 2005 |
| en Juegos Centro/Caribe     | Selección Colombia Sub-21 | Colombia       | 2006 |
| Campeonato de Clubes Árabes | Al-Nassr F. C.            | Arabia Saudita | 2023 |

### Distinciones individuales
| Distinción                                                              | Año  |
| ----------------------------------------------------------------------- | ---- |
| Jugador del partido contra Perú en la Copa América Centenario           | 2016 |
| Jugador del partido contra Estados Unidos en la Copa América Centenario | 2016 |
| Jugador del partido contra Ecuador en la Copa América 2021              | 2021 |
| Jugador del partido contra Uruguay en la Copa América 2021              | 2021 |
| Jugador con mayor número de partidos en la selección Colombia (121)     | 2021 |
| Portero del mes de la Liga Profesional Saudí (octubre)                  | 2022 |
| Portero del mes de la Liga Profesional Saudí (abril)                    | 2024 |

## Vida personal
David Ospina está casado con Jessica Sterling desde 2008. Tienen una hija llamada Dulce María y un hijo llamado Máximiliano.
Actualmente residen en Medellín, . Su hermana es Daniela Ospina, empresaria y exjugadora del V.P. Madrid de voleibol de la máxima división española, la Superliga y es excuñado del jugador del Club León de la liga MX, James Rodríguez.